# پارادایز (کانزاس)
پارادایز (به انگلیسی: Paradise) شهری در ایالت کانزاس کشور ایالات متحده آمریکا است که جمعیت آن در سرشماری سال ۲۰۱۰ میلادی، ۴۹ نفر بوده‌است.